# Boston Celtics 1954-1955
La stagione 1954-55 dei Boston Celtics fu la 9ª nella NBA per la franchigia.
I Boston Celtics arrivarono terzi nella Eastern Division con un record di 36-36. Nei play-off vinsero la semifinale di division con i New York Knicks (2-1), perdendo poi la finale di division con i Syracuse Nationals (3-1).

## Roster
| N° | Naz.                   | Ruolo | Sportivo        | Anno | Alt. | Peso |
| -- | ---------------------- | ----- | --------------- | ---- | ---- | ---- |
| 5  | Stati Uniti (bandiera) | G     | Skippy Whitaker | 1930 | 185  | 82   |
| 12 | Stati Uniti (bandiera) | GA    | Togo Palazzi    | 1932 | 193  | 93   |
| 14 | Stati Uniti (bandiera) | G     | Bob Cousy       | 1928 | 185  | 79   |
| 15 | Stati Uniti (bandiera) | AC    | Red Morrison    | 1932 | 203  | 100  |
| 16 | Stati Uniti (bandiera) | AC    | Jack Nichols    | 1926 | 201  | 101  |
| 17 | Stati Uniti (bandiera) | AC    | Don Barksdale   | 1923 | 198  | 91   |
| 18 | Stati Uniti (bandiera) | AC    | Bob Brannum     | 1925 | 196  | 98   |
| 20 | Canada (bandiera)      | AC    | Bob Houbregs    | 1932 | 201  | 95   |
| 21 | Stati Uniti (bandiera) | G     | Bill Sharman    | 1926 | 185  | 79   |
| 22 | Stati Uniti (bandiera) | AC    | Ed Macauley     | 1928 | 203  | 84   |
| 23 | Stati Uniti (bandiera) | GA    | Frank Ramsey    | 1931 | 191  | 86   |
| 24 | Stati Uniti (bandiera) | G     | Fred Scolari    | 1922 | 178  | 82   |

## Staff tecnico
- Allenatore: Red Auerbach
- Preparatore atletico: Harvey Cohn